# Tillandsia tenuifolia
Espèce

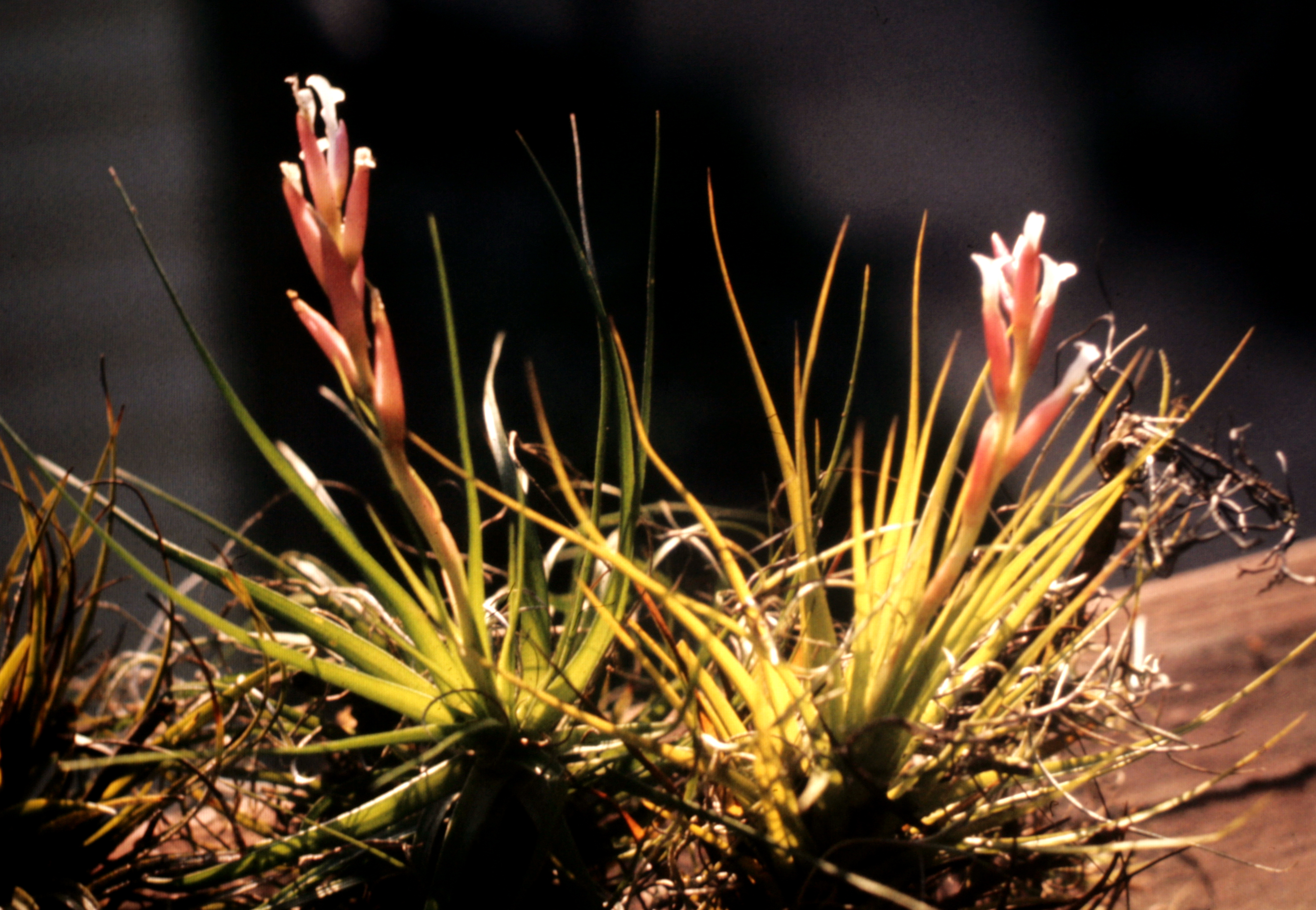

Tillandsia tenuifolia est une espèce de plantes à fleurs de la famille des Bromeliaceae. Son aire de répartition naturelle s'étend des Caraïbes jusqu'au Nord de l'Argentine. C'est une épiphyte ou lithophyte qui pousse principalement dans le biome tropical humide. Elle a des utilisations environnementales.

## Description
Tillandsia tenuifolia est une espèce épiphyte de petite taille, souvent ramifiée, recourbée et nue vers la base. Les feuilles sont situées à l'extrémité des branches, droites, légèrement courbées et rigides, couvertes de squamules leur donnant un aspect brun grisâtre. Le scape est court, portant à l'apex un épi simple à quatre à huit fleurs. Les fleurs sont bleues, blanches et roses.

## Répartition et habitat
Tillandsia tenuifolia est répandue dans une grande partie de l'Amérique du Sud et des Caraïbes,,,. On la trouve en Amérique centrale, Amérique du Sud, Floride, Grandes Antilles et Petites Antilles (Guadeloupe, Martinique, Sainte-Lucie). Elle est présente dans les forêts et sur les crêtes semi-xérophiles à mésophiles, surtout rocailleuses.

## Liste des variétés
Selon GBIF (8 août 2025) :
- Tillandsia tenuifolia var. disticha (L.B.Sm.) L.B.Sm.
- Tillandsia tenuifolia var. glaucifolia Gouda
- Tillandsia tenuifolia var. nigrifolia Gouda
- Tillandsia tenuifolia var. saxicola (L.B.Sm.) L.B.Sm.
- Tillandsia tenuifolia var. tenuifolia
- Tillandsia tenuifolia var. vaginata (Wawra) L.B.Sm.

## Dénomination
Ce taxon porte en français le nom vernaculaire ou normalisé suivant : Petit ananas sauvage. 

## Systématique
Le nom correct complet (avec auteur) de ce taxon est Tillandsia tenuifolia L..
Tillandsia tenuifolia a pour synonymes :
- Anoplophytum brachypodum É.Morren
- Anoplophytum brachypodum É.Morren ex Baker
- Tillandsia bicolor Lorentz
- Tillandsia dianthoidea Schott
- Tillandsia dianthoidea Schott ex Wawra
- Tillandsia surinamensis Mez